# Туалетный уксус

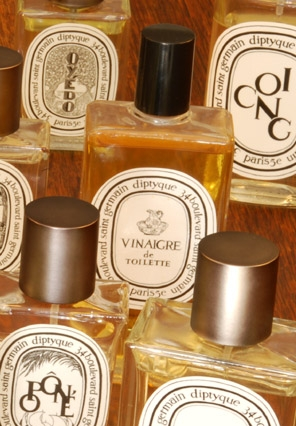

Туалетный уксус, ароматический, ароматный уксус (фр. vinaigre de toilette) — парфюмерно-косметическое средство для обтирания жирной кожи, при потливости, и как добавление в воду для утренних обтираний. Сочетает в себе свойство одеколона и вяжущее действие уксусной кислоты. Примерный состав: уксусная кислота (0,7—2 %), отдушка (1 %), спирт 60°.
Широко применялся в XVII—XIX веках, в том числе и как антисептик. Так, по одной легенде, его использовали четыре марсельских разбойника, которые под видом медицинского ухода грабили больных людей во время эпидемии чумы. В XVIII веке в европейских, а затем и российских аптеках даже появилось обеззараживающее средство под названием «Уксус четырёх разбойников», предназначавшееся для употребления внутрь, обтирания тела, а также для дезинфекции различных предметов и окуривания помещений.